# Alessio Coppola
Alessio Coppola (Roma, 12 novembre 1958) è un fumettista italiano.

## Biografia
Dal 1989 disegna storie per Topolino e copertine di varie testate Disney. Dal 1988 al 1992, firmandosi "COBER", disegna storie per il settimanale francese Pif Gadget. Nel 2004 disegna il n. 6 di Monster Allergy Arriva Charlie Schuster. Nel 2006 ha disegnato per Les Humanoïdes Associés il libro Jimmy Jones e Le capitaine de la Polyphème, per la sceneggiatura di Francesco Artibani. Ha collaborato attivamente con le agenzie di pubblicità internazionali in qualità di creativo, illustratore e visualizer. Tra il 2012 e il 2014, su sceneggiatura di Emmanuel Herzet, disegna il primo, Au premier sang versé, e il secondo, De verre et d'acier , di quattro volumi della serie Duelliste, per la casa editrice Le Lombard.